# 310er v. Chr.
Portal Geschichte | Portal Biografien | Aktuelle Ereignisse | Jahreskalender | Tagesartikel

◄ |
1. Jahrtausend v. Chr. |

◄ |
5. Jh. v. Chr. |
4. Jahrhundert v. Chr. |
3. Jh. v. Chr. |
►

◄ | 340er v. Chr. | 330er v. Chr. | 320er v. Chr. | 310er v. Chr. |
300er v. Chr. |
290er v. Chr. |
280er v. Chr. |
►

319 v. Chr. |
318 v. Chr. |
317 v. Chr. |
316 v. Chr. |
315 v. Chr. |
314 v. Chr. |
313 v. Chr. |
312 v. Chr. |
311 v. Chr. |
310 v. Chr.

## Ereignisse
- Diadochenkriege, die Diadochen streiten um das Erbe Alexanders des Großen.
- 312 v. Chr.: Appius Claudius Caecus lässt eine Trinkwasserleitung, den nach ihm benannten Aquädukt Aqua Appia, nach Rom bauen.
- 311 v. Chr.: Appius Claudius Caecus lässt die wohl bekannteste Straße der Antike, die Via Appia, von Rom nach Capua errichten.